# Jehan Pastoret
Pour l’article homonyme, voir Pastoret.
Jehan Pastoret (1328-1405), avocat du roi au Parlement de Paris sous le règne de Charles V et membre de la régence de Charles VI.

## Biographie
Jehan Pastoret est issu d'une famille de magistrats. Un de ses aïeux, Jehan Pastoret (1253-1317) qui portait le même nom et prénom que lui, fut avocat général au Parlement de Paris.
En 1358, le soulèvement des bourgeois de Paris est conduit par Étienne Marcel, à la tête du mouvement réformateur qui cherchait à instaurer une monarchie contrôlée en France en affrontant le pouvoir royal exercé par le dauphin ; Jehan Pastoret et son ami Jean Maillard luttèrent pour remettre Paris sous l'obéissance du dauphin. La suite des événements ne furent pas favorables au prévôt des marchands. Après la mort d’Étienne Marcel, les bourgeois de Paris envoient Jehan Pastoret vers Charles V pour lui demander de rentrer.
En 1364, Jehan Pastoret est nommé avocat du roi par Charles V.
À la suite de la mort de Charles V en 1380, son fils Charles VI lui succède à l'âge de douze ans. Commence une régence pendant la minorité du jeune Charles VI, confiée aux oncles de Charles VI (Louis Ier d'Anjou – jusqu'en 1384 ; Jean Ier, duc de Berry ; Philippe II, duc de Bourgogne ; Louis II, duc de Bourbon ; et Jehan Pastoret en tant qu'avocat royal au Parlement de Paris). Ils exercent conjointement le gouvernement au sein d'un conseil de tutelle qui s'achève en 1388, bien après la majorité officielle de Charles VI en 1382.
Depuis sa mort, survenue en 1405, son corps repose dans une tombe située dans l'abbaye royale de Saint-Denis, honneur qui n'a été partagé que par certains hommes illustres tels que Bertrand du Guesclin, Arnault Guilhem de Barbazan ou encore le Grand Turenne.

## Sources
1. ↑  M. Fournel, Histoire des avocats au Parlement et du barreau de Paris, 1813, p. LXXV.
2. ↑  Eustache Marie Pierre Courtin, Encyclopédie moderne, ou Dictionnaire abrégé des hommes et des choses..., 1830, p. 442.